# John Rabe
Pour les articles homonymes, voir Rabe.

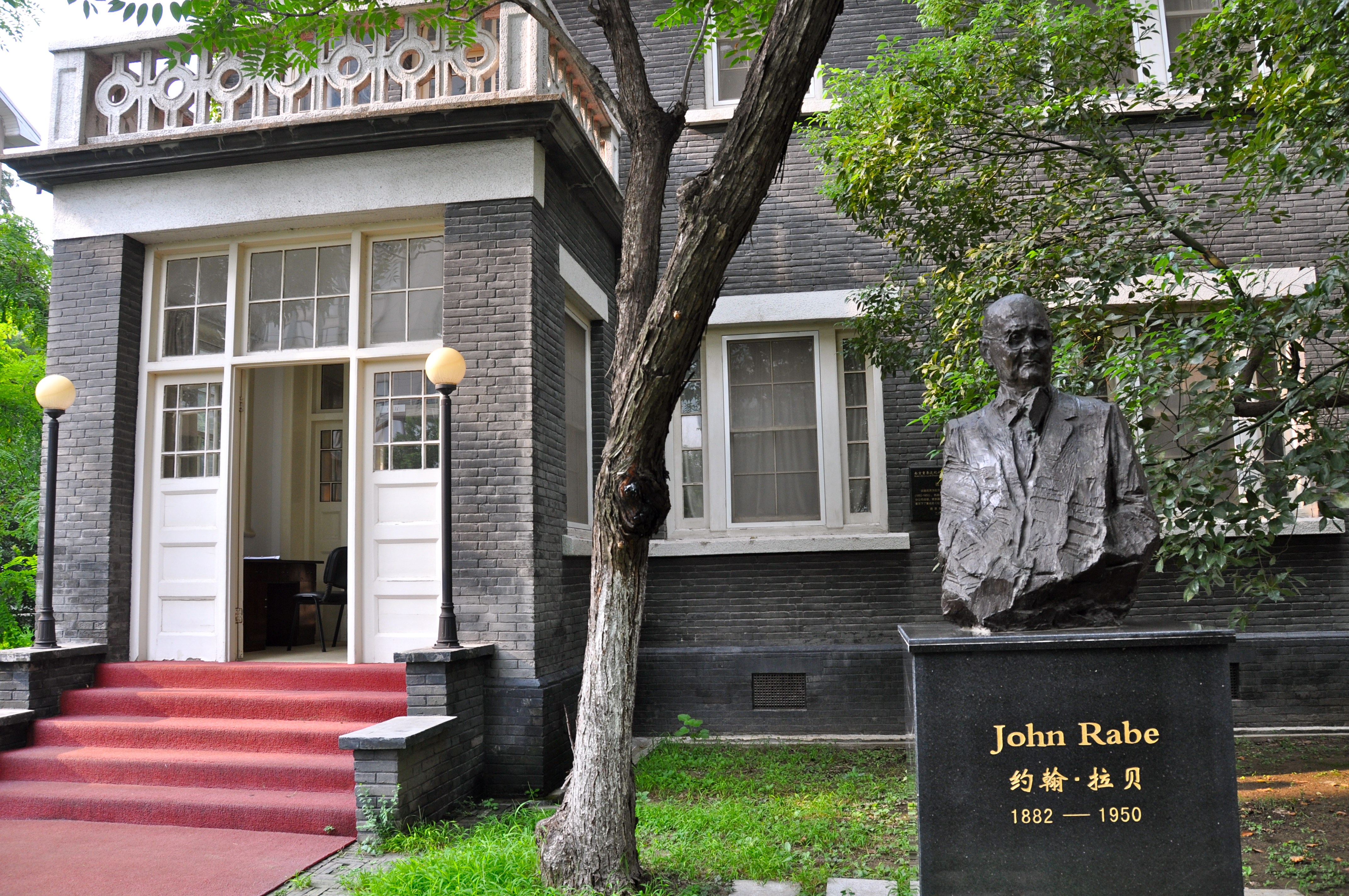
Buste à la mémoire de John Rabe, devant sa résidence à Nankin.

John Heinrich Detlef Rabe (23 novembre 1882 - 5 janvier 1950) est un homme d'affaires allemand et un dirigeant local du parti nazi qui s'efforça en 1937 de protéger les habitants de Nankin lors du massacre perpétré par les Japonais. La zone de sécurité qu'il parvint à mettre en place permit de sauver 200 000 habitants de Nankin. John Rabe est appelé par l'historienne spécialisée Iris Chang, « l'Oskar Schindler de Chine ». Il est connu en Chine sous le nom de « Bouddha vivant de Nankin » (« 南京活佛 »).

## Biographie
John Rabe naît le 23 novembre 1882, à Hambourg.
Après une carrière de plusieurs années dans les affaires en Afrique, il part en 1908 pour la Chine, où il travaille entre 1910 et 1938 pour Siemens à Shenyang, Pékin et Tianjin, puis à Shanghai et plus tard à Nankin. Nazi zélé, Rabe est le dirigeant local du parti, où il a rang de chef de groupe adjoint.
En juillet 1937, six ans après l'invasion de la Mandchourie, l'armée impériale japonaise pénètre à nouveau sur le territoire de la république de Chine, déclenchant la seconde guerre sino-japonaise. En décembre 1937, la ville de Nankin, alors capitale de la Chine, est bombardée puis envahie. Rabe crée avec d'autres ressortissants étrangers, comme Georges Rosen, Lewis S. C. Smythe, Robert Wilson et Minnie Vautrin, un comité et une zone internationale pour fournir aux civils de Nankin nourriture et abri. Lui et les administrateurs de la zone internationale entreprennent de circonscrire le massacre perpétré par les soldats nippons en protégeant de leur mieux les civils. Ses efforts aboutissent à la création d'une zone de sécurité, qui sauve de la mort plusieurs dizaines de milliers de personnes. Le nombre de Chinois sauvés grâce à John Rabe est estimé à environ 250 000.
Il est rapatrié en Allemagne par son entreprise en février 1938. Membre du parti nazi, il profite de ses contacts pour se rendre en avril à Berlin où il donne quelques conférences sur les atrocités de Nankin, notamment au Bureau des Affaires étrangères d'Alfred Rosenberg. Lors d'une cérémonie confidentielle, il reçoit la médaille de la Croix-Rouge allemande sur recommandation de l'ambassadeur d'Allemagne à Nankin et du nazi Ernst Bohle.
Il écrit en juin à Hitler en offrant de lui transmettre un film tourné par le missionnaire John Magee et des photographies des atrocités, et lui demandant d'user de son influence pour persuader les Japonais d'arrêter les massacres. Pour toute réponse, il est détenu et interrogé par la Gestapo, puis libéré grâce à l'intervention de Siemens AG.

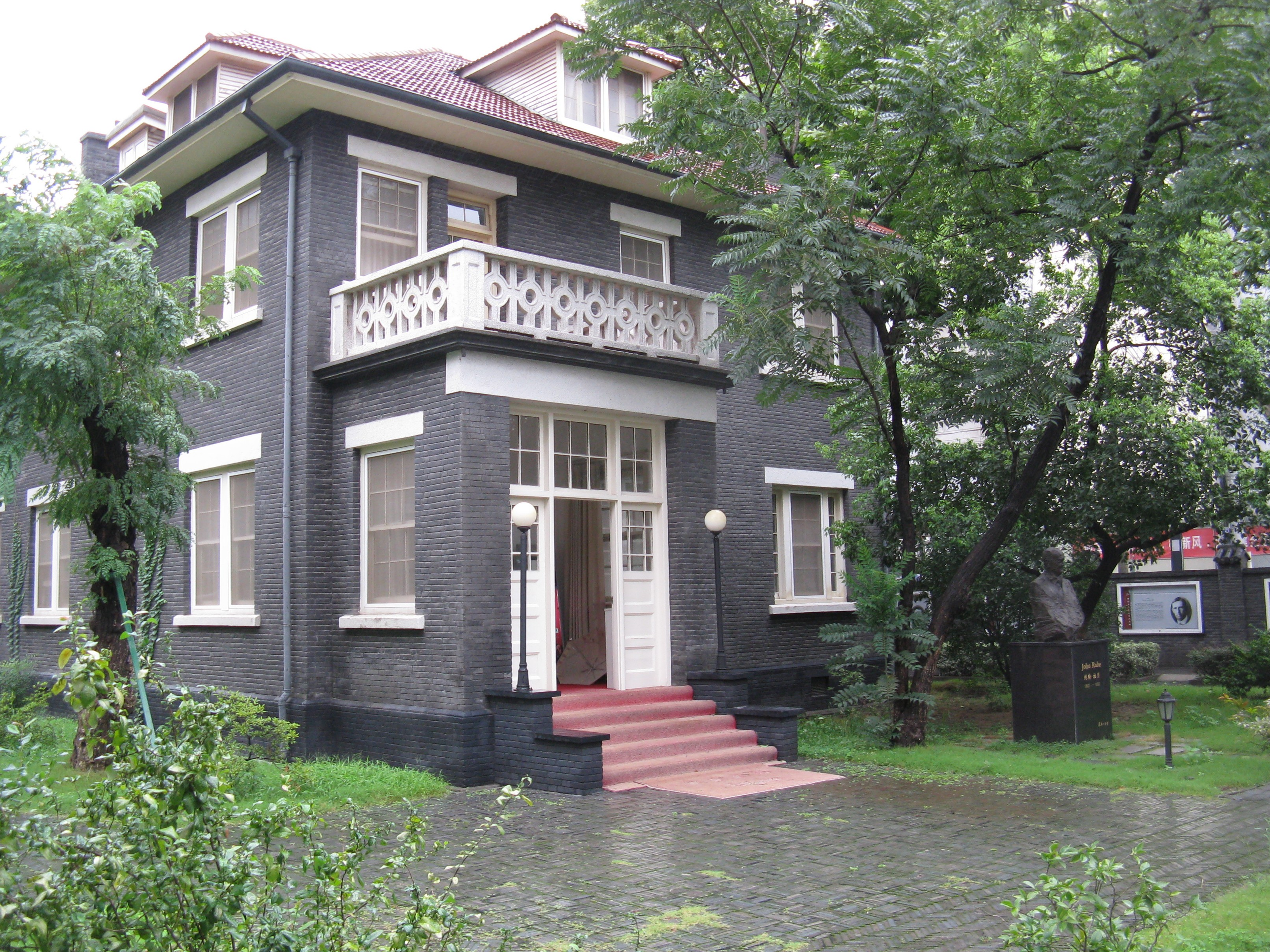
La maison de Rabe à Nankin, devenue partie intégrante du mémorial John Rabe.

Après la guerre, il est dénoncé comme nazi et arrêté par les Soviétiques, puis remis aux Britanniques. Il est finalement exonéré de toute charge par les forces d'occupation. Néanmoins, il perd son travail et survit après guerre grâce à des colis mensuels de nourriture et d'argent envoyés par les habitants de Nankin.
Il meurt d'une crise cardiaque le 5 janvier 1950. En 1997, sa dépouille est transférée de Berlin à Nankin où elle est accueillie avec les honneurs. Il repose désormais à l'emplacement du mémorial du massacre.
Depuis décembre 2006, il y a un centre de recherche nommé Rabe dans l’ancienne résidence à Nankin de John Rabe. Le Service autrichien à l'étranger fut invité à y envoyer des jeunes volontaires autrichiens de la paix.

## Travaux historiques et souvenirs
- Le journal de John Rabe, retrouvé en 1996 par Iris Chang, a été traduit en anglais par John E. Woods et publié sous le titre The Good man of Nanking (Knopf, 1998).
- Un documentaire de Bill Guttentag et Dan Sturman intitulé John Rabe, le Schindler de Nankin a été tourné en 2007. Rabe y est incarné par Jürgen Prochnow [7].
- L'histoire de John Rabe a été évoquée dans plusieurs films.
  - Dans le film de Mou Tun-fei Black Sun: The Nanking Massacre de 1995. Minnie Vautrin et George Ashmore Fitch sont également évoqués.
  - Dans le film de 1995 par Wu Ziniu, Ne pleure pas Nanjing, Ulrich Ottenburger joue Rabe.
  - Dans le film de Lu Chuan sorti en 2009 City of Life and Death, Rabe est joué par John Paisley.
  - Dans John Rabe, le Juste de Nankin de Florian Gallenberger, également sorti en 2009, Ulrich Tukur interprète John Rabe[8].